# 安徽省
安徽省，简称“皖”，为中华人民共和国一级行政区，省会为合肥市。全省东西宽约450公里，南北长约570公里，总面积14.01万平方公里，约占全国总面积的1.45%，居华东第3位，全国第22位。安徽省在地理上属于华东地区，地跨淮河和长江，同时在地域文化上有明显差异，从而孕育出省内的四大文化圈，即江淮文化、庐州文化、皖江文化和徽文化；在经济上属于长江三角洲地区和中国中部经济区，北部和南部分属中原经济区和长江经济区。其南部原徽州府的徽商与粤商、晋商、浙商、苏商在历史上合称为“五大商帮”。自21世纪以来，安徽省与上海市、浙江省、江苏省共同构成的长江三角洲城市群已成为世界六大城市群之一。省人民政府駐合肥市包河区中山路1号。

## 省名
明代，安徽属南直隶。清初属于江南省。康熙元年（1662年），设安徽巡撫（又称安庆巡抚）。康熙六年（1667年），江南分省，江南左布政使司改设江南安徽等处承宣布政使司。由于当时，省并非清政府的法定行政单位，所以安徽省的建置是在此后逐步成型。除源于安徽巡抚的“安徽”一名外，在乾隆时，源于安徽巡抚驻地——安庆府的安庆省亦是官方文件中使用的省名之一。
当时的省会安庆府境内有皖山、皖水，即现今的天柱山和皖河，春秋时曾被封为伯国，称为“皖国”，故安徽简称“皖”。

## 历史

### 史前
旧石器时代，原始人类已经在安徽生活。位于繁昌县孙村镇癞痢山的人字洞遗址是一处有争议的古遗址。有学者认为人字洞遗址内的遗存年代为200万至260万年前，是亚洲最古老的人类遗址之一。另有学者认为，人字洞遗存并不比元谋人更早，而且洞内的动物、石块、骨头可能与人类活动毫无关系。在和县陶店乡龙潭洞发现的和县猿人化石，年代约为30万至40万年前，属直立人化石。有学者认为和县人与北京猿人和中更新世欧洲的远古人类化石不同，而是更接近于匠人和爪哇猿人，可能是一种残存的更为原始的古人类。东至县尧渡镇华龙洞遗址出土了大约30万年前的人骨化石、石器、动物化石，这一古人类被命名为东至人，同样属于直立人。巢湖市银屏镇银山智人遗址发现的古人类化石时代大约为16万至20万年前，大致属于早期智人。银山智人又称巢县人、银山人，部分性状接近尼安德特人，可能与之有基因交流。此外，出土石器的旧石器时代遗址有陈山遗址、毛竹山、官山遗址、西尤遗址、金盆洞遗址等。有学者认为，古代安徽是阿舍利石器技术自亚欧大陆东侧向朝鲜半岛扩散的中转站。上世纪70年代末至80年代初，在本省潜山县的薛家岗又发现了距今约五六千年的新石器时代人类活动的痕迹，后来又在本省多处发现了其他新石器时代文化遗址。

### 先秦至南北朝
商朝（前16世纪 - 前11世纪）的开国君主汤曾经短期定都在安徽北部的亳州，当时安徽大部分居民并非华夏族，而是后来逐步同化入汉族的东夷、山越人等。
西周和春秋时期，安徽省北部为华夏族诸侯国，中南部则多为主体民族为淮夷和山越的方国，境内的各国大多较为孱弱，曾多次被周天子或周边大诸侯国侵略、占领。
战国末期，前278年，楚国的郢都（今湖北荆州市）被秦国攻占，于是迁都陈县（今河南淮阳），并于公元前241年迁都寿春（今安徽寿县）。前224年，楚国大将项燕被秦国的王翦60万大军击败，前223年，寿春陷落，楚国灭亡。前221年，秦国完成征服六国、统一天下的计划。安徽大部分地区属于九江郡（寿县），北端属于泗水郡和砀郡。秦末楚汉相争，公元前202年十二月，项羽在今安徽固镇县垓下之战败给刘邦，自刎于乌江（安徽和县）。刘邦建立汉朝。
汉武帝时东瓯国大规模迁到庐江郡（今安徽西部）。汉朝末年，寿春成为军阀袁术的基地。袁术后来自称皇帝，但于公元199年六月病死，寿春归属军阀曹操。
五胡十六国期间，从4世纪开始的之后三百年间，几支塞北游牧民族入侵华北地区并相继建立军阀政权，长江以南则在汉人的南朝控制之下。安徽中北部成为南北方对峙的前线，战火不断。383年在北方的前秦和南方的东晋之间展开的淝水之戰就是其中比较重要的一次战役。

### 隋唐宋金元
隋文帝在位时代的开皇之治促使这一地区经济得到很大程度的恢复。隋炀帝大业六年(610年)到唐高祖武德七年(624年)经过短暂的混战，唐朝统一天下，并保持了一个多世纪的和平和统一。安史之乱中，安徽北部淮河地区多遭战火蹂躏。晚唐时875年王仙芝、黄巢起义，从河南经安徽和县渡长江入皖南，到福建、江西、广东，后经安徽攻长安，天下大乱，藩镇割据，不久唐朝灭亡。
北宋后期，北方的金朝崛起。1127年以后，安徽北部的淮河再次成为南北对峙的前沿：北方的金朝和南方的南宋长期于此进行拉锯战。1161年金朝海陵王完颜亮出兵伐宋，在今安徽马鞍山采石大战战败。1234年，金亡于蒙古帝国。1276年，元军攻占南宋京城杭州，淮西制置使夏贵投降，安徽全境归蒙元所辖。

### 明朝

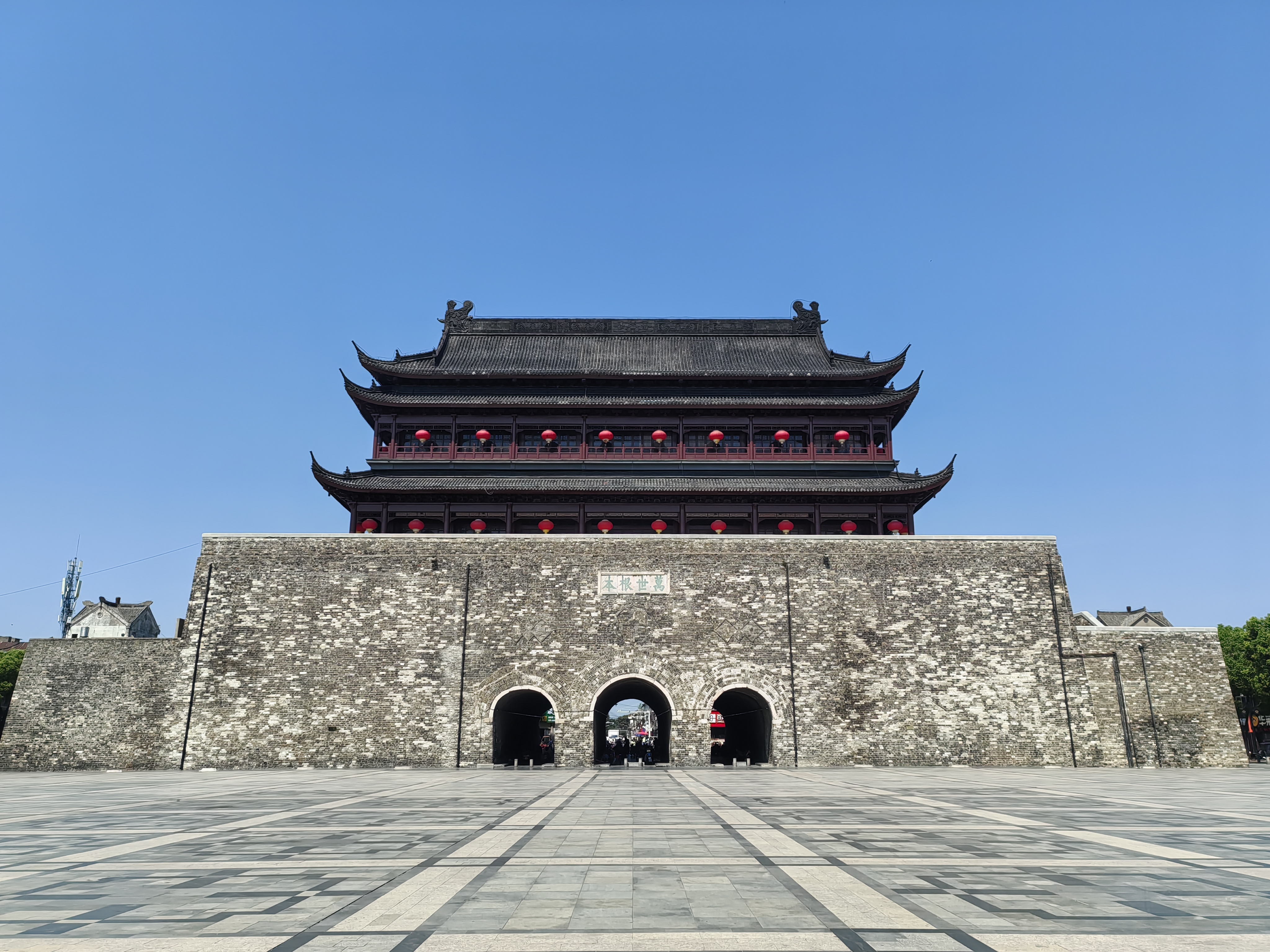
凤阳县明中都鼓楼

1368年，明太祖朱元璋建立明朝。由于定都於金陵應天府（今日南京），現今的江苏省和安徽省直屬中央六部管理，称为“直隶”。该区域跨长江和淮河南北，首次将经济和文化差异很大的广阔地区，包括今安徽北部朱元璋的家乡凤阳，今安徽南部多山的徽州，和今江苏南部以富裕著称的太湖流域，都划归同一个行政区管辖。
明太祖定凤阳为中都，一度考虑迁都于此，后来放弃这个计划，只建成陵墓和一部分城墙。明代在安徽境内共设有7个府，其中4个位于长江以南：徽州府、宁国府、太平府、池州府；2个位于长江北岸：安庆府、庐州府；而整个淮河流域只有凤阳府一府。
明成祖發動靖難之變，入主金陵後，永樂遷都，定都北京，原直隶地区改称南直隶。1635年明末流寇李自成部攻陷凤阳，掘明朝皇室的祖坟，焚毁朱元璋曾经出家的“皇觉寺”。

### 清朝
1645年，清軍攻占南京城，南明弘光帝被俘。清廷将南直隶改为江南省；乾隆二十九年，大清会典正式说明江南省已正式分省，是为江苏省和安徽省，是为漢地十八省之一。省界除局部地区外与今天比较变化不大。
晚清时期，太平天国定都南京，安徽南部是其主要粮食和军事基地，在曾国藩的湘军和陈玉成的太平军反复拉锯战中，安徽南部流失大部分人口，经济遭到嚴重打击，战后从河南、湖北居民移居皖南，文化习俗发生巨大改变。宣城地区尤为重灾区，该地的方言从吴语变成多种官话与西部吴语混居的状态。同时期，捻军也发源于贫困而土匪横行的安徽北部。李鸿章在合肥附近招募淮军赴江浙作战。太平天国之后淮军成了清朝的一支重要力量。

### 中华民国
中华民国成立之后，1912年津浦铁路通车，蚌埠兴起。1912年柏文蔚督皖。1913年倪嗣冲督皖。1920年张文生督皖。1922年马联甲督皖。1923年吕调元督皖。1924年姜登选督皖。1925年陈调元督皖。1926年底陈调元归顺北伐国民革命军。1937年全面抗战爆发。安徽成了日本人、汪精卫政权、国军和中国共产党的新四军势力交错的地方。1941年在安徽发生国共冲突的皖南事变。1945年日本投降后，民国政府把安徽省会从安庆迁往合肥。1948年到1949年，安徽是第二次国共内战期间徐蚌會戰的主战场。

### 中华人民共和国
1949年4月渡江战役后，安徽一度以长江为界分为皖北行署區和皖南行署區。这两个省级行署区皆隶属于华东军政委员会。1952年，两个行政署区重新合併。省界有小幅的调整：原属徽州地区的婺源县划归江西，盱眙县和泗洪县划归江苏，作为交换，江苏徐州的萧县和砀山县划给了安徽。但这又使得原本就伸入江苏境内的天长市的地理位置更加突兀，类似于飞地。
在1959－1961年的三年大饥荒时期，安徽省的非正常死亡人口达到633万人，占灾前人口3446万人的18.37%，其比例居中国各省的第一位。
经历了“大跃进”和紧接着的“文化大革命”后，安徽的农村生产力遭到很大破坏，延续20多年的“大锅饭”使农民的生产积极性受到严重挫伤，也极大地束缚了农业生产力的发展。
1978年11月24日，安徽凤阳小岗村农民秘密将土地公开，创造性地实行分田包产到户、自负盈亏，使得农民有了生产自主权，生产积极性大大提高。结果是，1979年粮食比上年增长6倍，相当于1966年到1970年的5年粮食总和，农业获得大丰收。与此同时，安徽省肥西县、来安县也开始试验包产到户。1982年1月，中共中央总结经验，发出了《全国农村工作会议纪要》，肯定了安徽的做法，家庭联产承包责任制在全国迅速推开。安徽农民为中国的改革开放作出了历史性贡献。
1978年，中国开始改革开放，安徽的农村和城市改革也逐步开始。在农村，流通体制改革进行，农村市场逐步放开；农村产业结构得到调整，“科技兴农”方针被提出，乡镇企业也得到迅速发展。在城市，经济体制改革兴起。1980年，全省开始推行企业经营责任制，并改革工资制度和奖金制度，以按劳分配为主，企业“吃大锅饭”的状况得到初步改善。中共十四大提出建立社会主义市场经济体制后，安徽经济开始迅速发展，人民生活水平逐年提高。

### 省会沿革
- 1667–1760 江寧（大清安徽布政使司驻地），安庆（大清安徽巡抚衙门、按察使司、都指挥使司驻地）
- 1760–1853 安庆（大清安徽布政使司驻地）
- 1853–1861 安庆（太平天国安徽省驻地）
- 1853–1862 庐州（清安徽布政使司驻地）
- 1862–1911 安庆（大清安徽布政使司驻地）
- 1911–1914 安庆（中华民国安徽省军政府／政府驻地）[23]
- 1914–1920 蚌埠（中华民国安徽省政府驻地，倪嗣冲时期）
- 1920–1925 安庆（中华民国北洋政府安徽省政府驻地，张文生、马联甲、吕调元、姜登选时期）
- 1925–1927 蚌埠（中华民国北洋政府安徽省政府驻地，陈调元时期）
- 1927–1927 芜湖（中华民国国民政府安徽省政府驻地）
- 1927–1929 安庆（中华民国国民政府安徽省政府驻地）
- 1929–1929 蚌埠（中华民国国民政府安徽省政府驻地，方振武、石友三时期）
- 1929–1938 安庆（中华民国国民政府安徽省政府驻地）
- 1938–1938 六安（中华民国国民政府安徽省政府驻地）
- 1938–1945 蚌埠（中华民国维新政府／汪精卫政权国民政府安徽省政府驻地）
- 1938–1945 立煌（金寨）（中华民国国民政府安徽省政府驻地）
- 1945–1948 合肥（中华民国国民政府安徽省政府驻地）
- 1948–1949 安庆（中华民国政府安徽省政府驻地）
- 1949–1949 芜湖，屯溪（中华民国政府安徽省政府驻地）
- 1949–1952 合肥（中华人民共和国皖北行政公署驻地）
- 1949–1952 芜湖（中华人民共和国皖南行政公署驻地）
- 1952年至今 合肥（中华人民共和国安徽省人民政府／省人民委员会/省革命委员会驻地）[24]

## 地理

### 地形

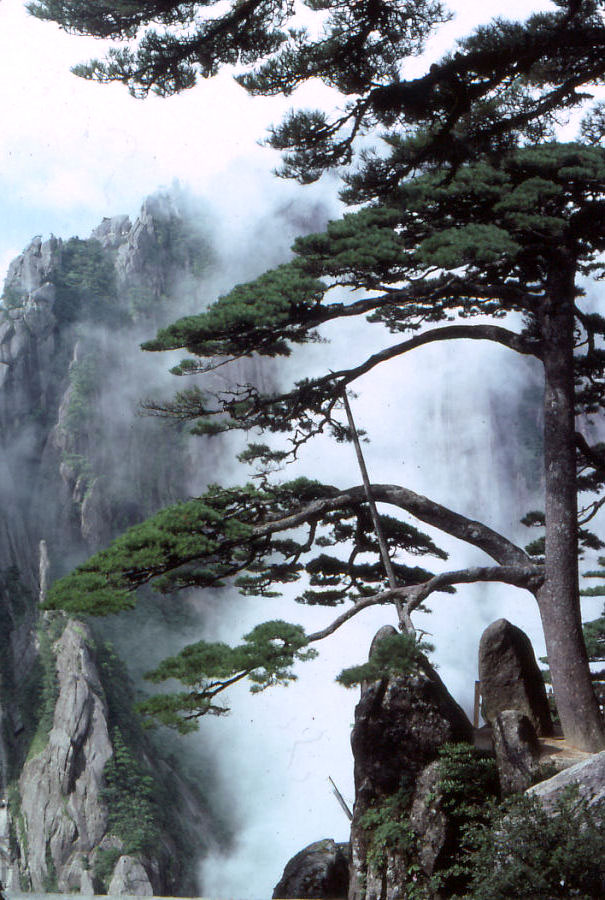
黄山

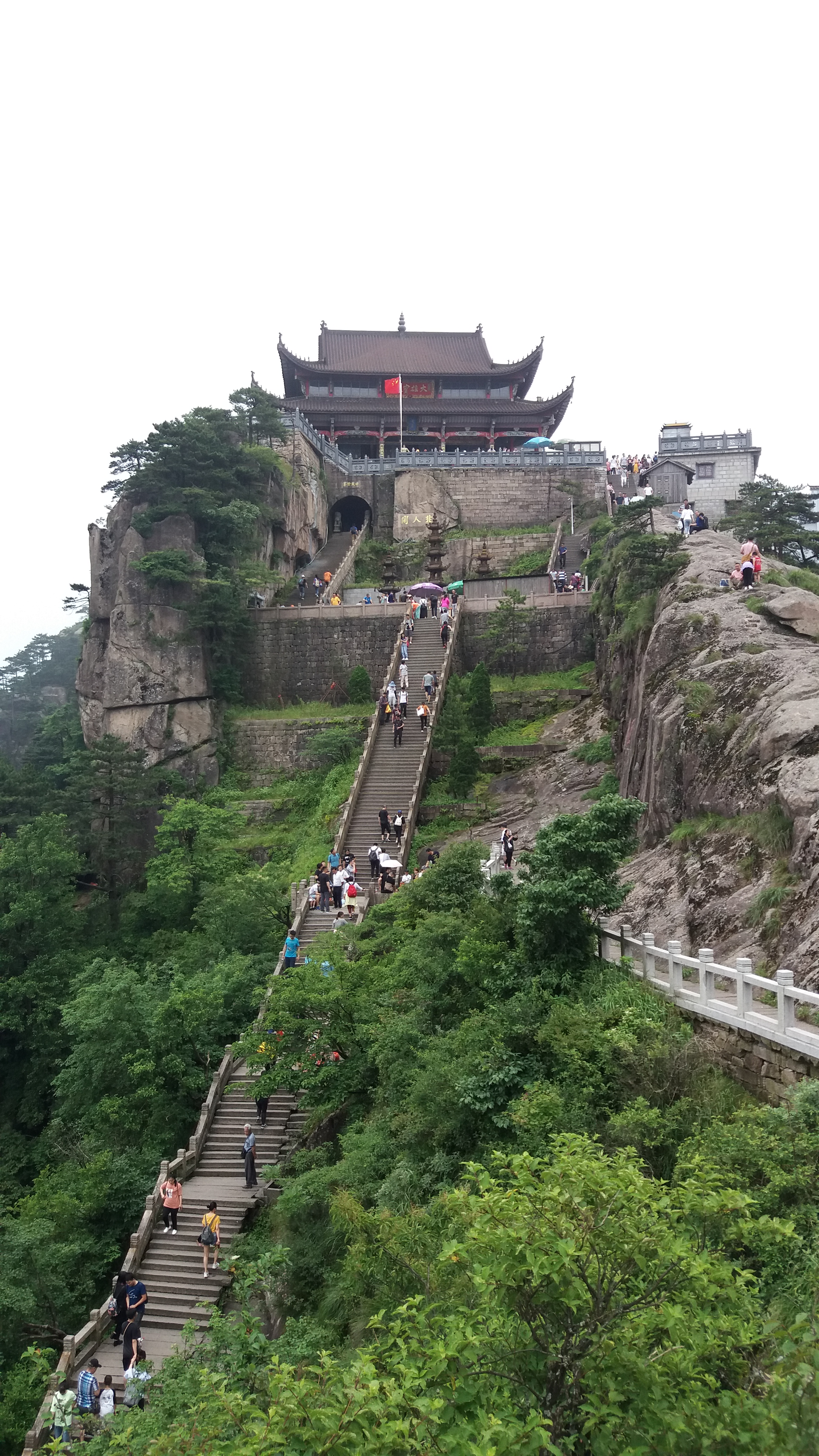
九华山天台峰

安徽省与江苏省、浙江省、江西省、湖北省、河南省和山东省相接，地貌以平原、丘陵和低山为主。平原与丘陵、低山相间排列。地形地貌呈现多样性，长江和淮河自西向东横贯全境，全省大致可分为五个自然区域：淮北平原、江淮丘陵、皖西大别山区、沿江平原和皖南山区。平原面积占全省总面积的31.3％（包括5.8％的圩区），丘陵占29.5％，山区占31.2％，湖沼洼地占8.0％。境内有大别山、黄山、九华山和天柱山等山脉，最高峰黄山莲花峰海拔1860米。
华北平原半旱生落叶阔叶林区省境淮河以北及淮河南岸河漫滩地带的皖北平原，属此区的淮北平原亚区，地势坦荡辽阔，为华北平原的南部。海拔多在20～50 米，自西北向东南微倾。淮河北侧的支流向东南流入淮河和洪泽湖。平原北部深受黄河泛滥影响，近代沉积物覆盖深厚。在排水不畅的低洼和微凹地区有盐碱土和砂姜土分布。农垦历史悠久，自然植被多已无存，现为人工栽培的侧柏、杨、柳、泡桐、刺槐、榆等。
北亚热带长江中下游平原混交林区省境淮河南岸河漫滩地带以南的皖中丘陵及长江沿江平原属此区的长江下游平原丘陵亚区。由河谷平原、湖盆平原（巢湖盆地最大）以及与这些平原相毗连的低山、丘陵、岗地等多种地貌类型组成。平原地区农业发达。丘陵地势起伏，大部已垦为农田，其中西部的淠史杭灌溉区水源较丰，东部则水源缺乏，旱灾突出。

### 气候
安徽气候温暖湿润，四季分明,季风显著。气温一般南高于北,全省年平均气温在14–17℃之间，一月平均温度为0–4℃，七月为27–29℃，10℃以上活动积温为4620–5300℃。当强大寒潮过境时，往往气温骤降，甚至冻害越冬作物。无霜期约为200–250 天。年降水量750–1700 毫米，地区分布一般南部多于北部，山地多于平原。皖北约750–800 毫米，皖中约800–1000毫米，沿江一带约1100–1400毫米，皖南约1600毫米，黄山光明顶为2373毫米，是全省降水量最多之地。由于季风和梅雨的不稳定性，各地历年最大和最小降水量可相差1–3倍以上，夏季各月降水量的逐年变化更大，往往引起旱涝灾害。旱灾在皖北以春旱或春夏连旱居多，淮河以南多为夏旱或秋旱。涝灾则以淮河流域较多，主要出现在7–8月；其次为长江流域，多出现在6–7月。
安徽地处暖温带与亚热带过渡地区，淮河以北为暖温带半湿润季风气候；淮河以南、黄山山脉以北为北亚热带湿润季风气候；黄山山脉以南为中亚热带湿润季风气候。自然植被和土壤亦因此自北而南更迭，即落叶阔叶林—棕壤；落叶阔叶、常绿阔叶混交林—黄棕壤和常绿阔叶林—黄、红壤。在主要栽培作物方面，也依次有小麦、杂粮、麦稻过渡和水稻的差异。

### 地质
省境地跨三大构造单元，淮北和沿淮两侧属于中朝准地台南部，地层中富含前震旦纪的沉积变质铁矿（如霍丘）和二叠纪煤层（如淮南、淮北）；皖西大别山区和江淮地区部分为秦岭褶皱系的东端，分布有前震旦纪沉积变质磷矿层（如宿松、肥东）；沿江和皖南属于扬子准地台的东北部分，古生代和三叠纪为海水淹没，广泛沉积了层厚、质纯的白云岩和灰岩，燕山运动期间沿江一带岩浆活动普遍、频繁，形成了具有工业意义的铁、铜、硫、钒、铅、锌、明矾石等矿藏和石油资源。在淮北地区近年又发现了金矿。

### 水文

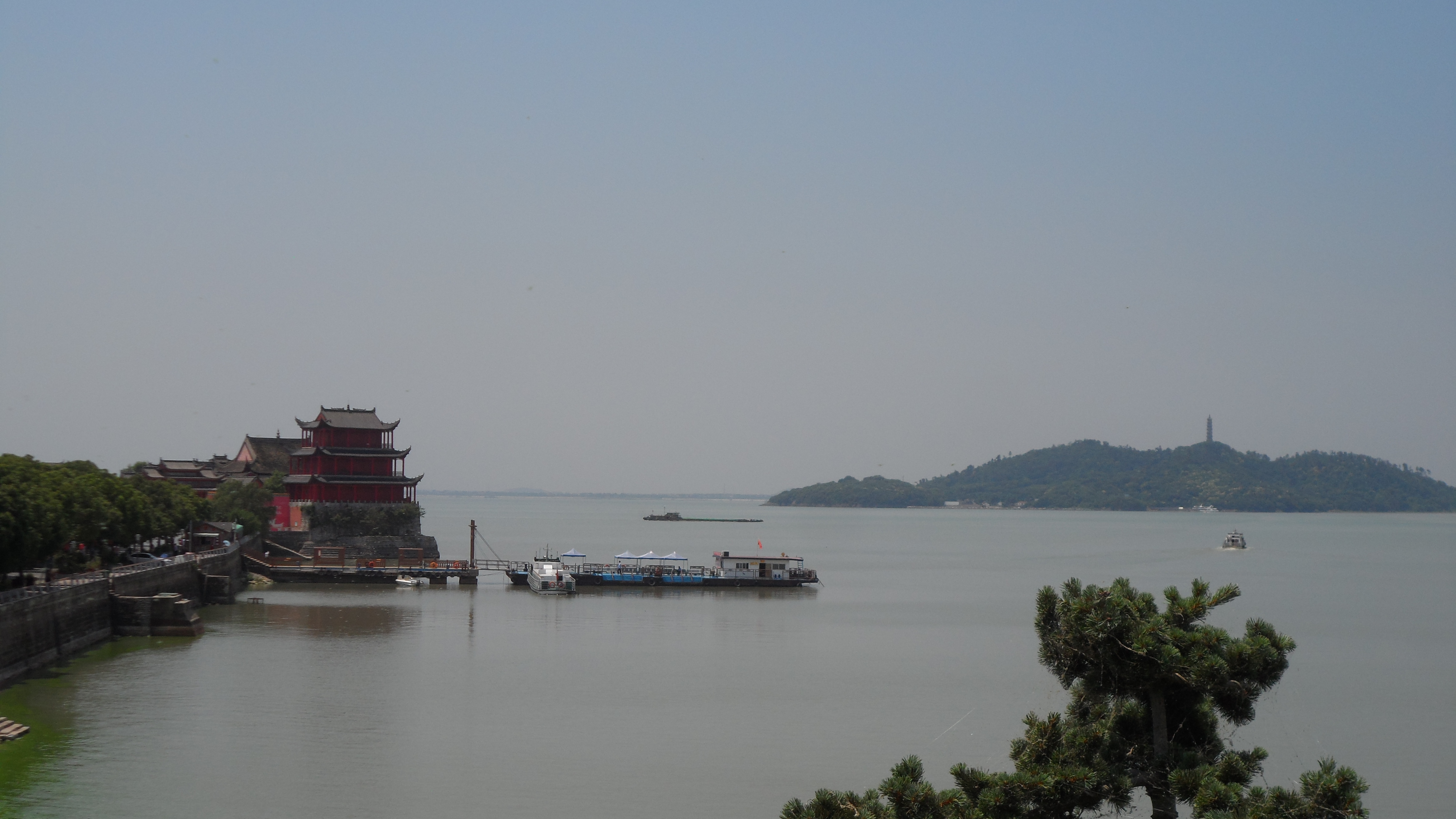
巢湖中庙和姥山岛

安徽全省水资源总量约680亿立方米。20世纪50年代以来，因为治淮所需，兴建了多项综合利用水利工程，并开辟了新汴河、茨淮新河等，在防洪、灌溉、航运等方面发挥了显著作用。
长江流经安徽南部，境内全长416公里，淮河流经安徽北部，境内全长430公里。长江水系湖泊众多，较大的有巢湖、龙感湖、南漪湖。其中巢湖面积约为825平方公里，为中国五大淡水湖之一。

### 四至
| 方位 | 地点               | 坐标                                            |
| ---- | ------------------ | ----------------------------------------------- |
| 北   | 宿州市砀山县       | 34°39′10″N 116°24′53″E / 34.65264°N 116.41484°E |
| 东   | 宣城市广德市新杭镇 | 31°06′19″N 119°38′43″E / 31.10520°N 119.64530°E |
| 南   | 黄山市休宁县       | 29°23′43″N 118°11′43″E / 29.39530°N 118.19530°E |
| 西   | 阜阳市临泉县庙岔镇 | 32°59′31″N 114°52′36″E / 32.99190°N 114.87660°E |

## 行政区划
安徽省现辖16个地级市，下设45个市辖区、9个县级市、50个县；1522个乡级行政单位，包括1011镇，215乡，9民族乡，287街道。
- 地级市：合肥市、芜湖市、蚌埠市、淮南市、马鞍山市、淮北市、铜陵市、安庆市、黄山市、滁州市、阜阳市、宿州市、六安市、亳州市、池州市、宣城市

| 安徽省行政区划图                                                                                                  | 安徽省行政区划图 | 安徽省行政区划图 | 安徽省行政区划图  | 安徽省行政区划图        | 安徽省行政区划图 | 安徽省行政区划图 | 安徽省行政区划图 | 安徽省行政区划图 |
| --- | ---------------- | ---------------- | ----------------- | ----------------------- | ---------------- | ---------------- | ---------------- | ---------------- |
| 合肥市 芜湖市 蚌埠市 淮南市 马鞍山市 淮北市 铜陵市 安庆市 黄山市 滁州市 阜阳市 宿州市 六安市 亳州市 池州市 宣城市 |                  |                  |                   |                         |                  |                  |                  |                  |
| 区划代码 | 区划名称         | 汉语拼音         | 面积 （平方公里） | 常住人口 （2020年普查） | 政府驻地         | 县级行政区划     | 县级行政区划     | 县级行政区划     |
| 区划代码 | 区划名称         | 汉语拼音         | 面积 （平方公里） | 常住人口 （2020年普查） | 政府驻地         | 市辖区           | 县级市           | 县               |
| 340000 | 安徽省           | Ānhuī Shěng      | 140,139.85        | 61,027,171              | 合肥市           | 45               | 9                | 50               |
| — 地级市 — |                  |                  |                   |                         |                  |                  |                  |                  |
| 340100 | 合肥市           | Héféi Shì        | 11,445.06         | 9,369,881               | 蜀山区           | 4                | 1                | 4                |
| 340200 | 芜湖市           | Wúhú Shì         | 6,026.05          | 3,644,420               | 鸠江区           | 5                | 1                | 1                |
| 340300 | 蚌埠市           | Bèngbù Shì       | 5,950.72          | 3,296,408               | 龙子湖区         | 4                |                  | 3                |
| 340400 | 淮南市           | Huáinán Shì      | 5,532.30          | 3,033,528               | 田家庵区         | 5                |                  | 2                |
| 340500 | 马鞍山市         | Mǎ'ānshān Shì    | 4,049.13          | 2,159,930               | 雨山区           | 3                |                  | 3                |
| 340600 | 淮北市           | Huáiběi Shì      | 2,741.39          | 1,970,265               | 相山区           | 3                |                  | 1                |
| 340700 | 铜陵市           | Tónglíng Shì     | 2,922.60          | 1,311,726               | 铜官区           | 3                |                  | 1                |
| 340800 | 安庆市           | Ānqìng Shì       | 13,537.96         | 4,165,284               | 宜秀区           | 3                | 2                | 5                |
| 341000 | 黄山市           | Huángshān Shì    | 9,678.39          | 1,330,565               | 屯溪区           | 3                |                  | 4                |
| 341100 | 滁州市           | Chúzhōu Shì      | 13,515.99         | 3,987,054               | 琅琊区           | 2                | 2                | 4                |
| 341200 | 阜阳市           | Fǔyáng Shì       | 10,118.17         | 8,200,264               | 颍州区           | 3                | 1                | 4                |
| 341300 | 宿州市           | Sùzhōu Shì       | 9,938.77          | 5,324,476               | 埇桥区           | 1                |                  | 4                |
| 341500 | 六安市           | Lù'ān Shì        | 15,450.82         | 4,393,699               | 金安区           | 3                |                  | 4                |
| 341600 | 亳州市           | Bózhōu Shì       | 8,521.23          | 4,996,844               | 谯城区           | 1                |                  | 3                |
| 341700 | 池州市           | Chízhōu Shì      | 8,398.72          | 1,342,764               | 贵池区           | 1                |                  | 3                |
| 341800 | 宣城市           | Xuānchéng Shì    | 12,312.55         | 2,500,063               | 宣州区           | 1                | 2                | 4                |

## 人口
| 年份 | 人口总数（万人） | 出生率（‰） | 死亡率（‰） | 自然增长率（‰） |
| ---- | ---------------- | ----------- | ----------- | --------------- |
| 2015 | 6011             | 12.92       | 5.94        | 6.98            |
| 2016 | 6033             | 13.02       | 5.96        | 7.06            |
| 2017 | 6057             | 14.07       | 5.90        | 8.17            |
| 2018 | 6076             | 12.41       | 5.96        | 6.45            |
| 2019 | 6092             | 12.03       | 6.04        | 5.99            |
| 2020 | 6105             | 9.45        | 7.96        | 1.49            |
| 2021 | 6113             | 8.05        | 8.00        | 0.05            |

2022年末，全省常住人口6127万人，比上年增加14万人，增长0.23%，同2020年安徽省第七次全国人口普查的6103万人相比，共增加24万人，年均增加12万人，年平均增长率为0.2%。
2010年第六次人口普查全省常住人口为5950.1万人，同2000年第五次人口普查相比，十年减少35.9万人，下降0.6%，年平均下降0.06 %。普查登记时全省户籍人口为6862.0万人，同2000年第五次全国人口普查相比，十年增加616.7万人，增长9.9%，年平均增长0.95%。全省常住人口中，男性人口为3024.6万人，占50.83%；女性人口为2925.5万人，占49.17%。总人口性别比（以女性为100，男性对女性的比例）由2000年第五次人口普查的106.61下降为103.39。

## 经济

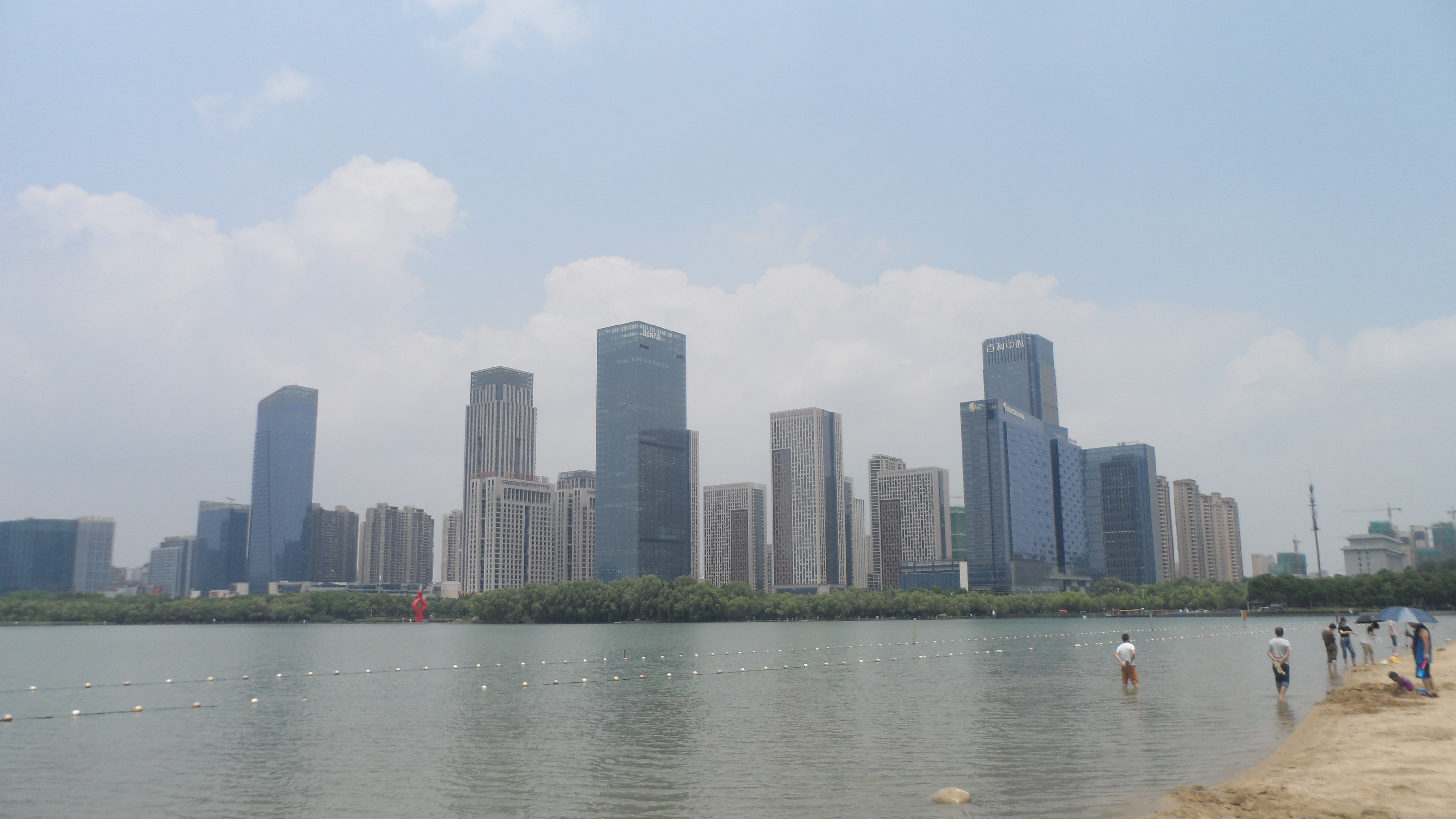
合肥天鹅湖周边天际线

2017年，安徽省全年生产总值27518.70亿元，人均44206元，折合6918美元。按可比价格计算，生产总值比上年增长8.5%。分产业看，第一产业增加值2611.7亿元，增长4%；第二产业增加值13486.6亿元，增长8.6%；第三产业增加值11420.4亿元，增长9.7%。三次产业结构由上年的10.5：48.4：41.1调整为9.5:49:41.5，其中工业增加值占GDP比重为41.8%。。
与其他省份的经济发展相比，安徽属于中等发展速度的省份；同时农业经济所占比重较大，属于农业大省；安徽的经济总量属于中等偏上。和中国其他地区一样，安徽经济的发展很大程度上是以牺牲环境为代价的。2007年，全省监测的234个河流（湖泊、水库）中，20.1%的水质优,为Ⅰ～Ⅱ类；25.6%的水质良好，为Ⅲ类；但有31.2%的水质轻度或中度污染，为Ⅳ-Ⅴ类；更有23.1%的水质重度污染，为劣Ⅴ类；2007年，安徽省会合肥和重要城市铜陵的空气质量仅为三级；2007年，合肥、蚌埠、淮南、马鞍山、芜湖、宣城、铜陵、池州、安庆和黄山市10个城市均出现不同程度的酸雨。

### 农业
安徽省大部分地区光热充足，降水丰沛，雨热同期，都有利于农作物的生长，加上本省中北部有大片平原，土壤也较为肥沃，使得本省发展农业的自然条件比较优越。
2017年全年粮食种植面积6642.5千公顷，比上年减少2.1千公顷。油料种植面积698.3千公顷，减少32.8千公顷。棉花种植面积147千公顷，减少36.4千公顷。蔬菜种植面积945.1千公顷，扩大24.9千公顷。全年粮食产量3476万吨，比上年增产58.6万吨，增长1.7%。其中，夏粮1395.3万吨，增产7.6万吨，增长0.55%；秋粮1984.1万吨，增产52万吨，增长2.69%。油料产量208.4万吨，下降3%。棉花产量14.3万吨，下降22.7%。

### 工业
自中华人民共和国成立以来，特别是改革开放以来，安徽省的工业得到长足发展，已经形成了门类比较齐全的工业体系，其中能源、冶金以及重工业占举足轻重之地位。先进制造业和高新技术产业自改革开放以来发展较快，也是近年来本省工业发展的重点。奇瑞汽车是本省汽车工业的标志。近年来，股份制、外商及港澳台商纷纷在安徽投资创办企业。
2017年末全省规模以上工业企业20449户，比上年净增1067户。全年规模以上工业企业实现利润2285.3亿元，增长19.7%。全年规模以上工业增加值比上年增长9%，其中国有及国有控股企业增长9.1%、股份制企业增长9.1%、外商及港澳台商投资企业增长8.5%。分门类看，采矿业增长0.5%，制造业增长9.5%，电力、热力、燃气及水生产和供应业增长9.2%。
| 产品名称     | 单 位      | 绝对数  | 比上年增长（%） |
| 布           | 亿米       | 14.1    | -9.2            |
| 化纤         | 万吨       | 39      | 7.4             |
| 饮料酒       | 亿升       | 22.5    | 4.8             |
| 卷烟         | 亿支       | 1026.8  | 2.4             |
| 彩色电视机   | 万部       | 1399.6  | 34.3            |
| 家用洗衣机   | 万台       | 2056    | 2.3             |
| 家用电冰箱   | 万台       | 3338.3  | 10.4            |
| 房间空调器   | 万台       | 3781.2  | 21.8            |
| 能源生产总量 | 万吨标准煤 | 8710.2  | -3.6            |
| 原煤         | 万吨       | 11724.4 | -4.4            |
| 发电量       | 亿千瓦时   | 2419.7  | 8.8             |
| 柴油         | 万吨       | 251.9   | 27.6            |
| 生铁         | 万吨       | 2265.4  | 1.4             |
| 钢材         | 万吨       | 3143.9  | 2.4             |
| 十种有色金属 | 万吨       | 221     | 12.8            |
| 水泥         | 万吨       | 13394.2 | 7.3             |
| 平板玻璃     | 万重量箱   | 3769.5  | 9.3             |
| 化肥         | 万吨       | 233.3   | -4.2            |
| 合成洗涤剂   | 万吨       | 88.8    | 5.6             |
| 汽车         | 万辆       | 133.5   | -28             |
| 电力电缆     | 百万米     | 2729.7  | 15.5            |

### 商业

#### 国内贸易
2017年全年社会消费品零售总额11192.6亿元，比上年增长11.9%，扣除价格因素，实际增长10%。按经营地统计，城镇消费品零售额9009.4亿元，增长11.7%；乡村消费品零售额2183.2亿元，增长13%。按消费类型统计，商品零售额9967.4亿元，增长11.8%；餐饮收入1225.2亿元，增长12.6%。
限额以上企业商品零售额中，吃、穿、用类商品零售额分别比上年增长14.4%、9.6%和11.7%，粮油类增长10.7%，肉禽蛋类增长12.9%，服装类增长10.9%，日用品类增长12.5%，中西药品类增长8.8%，家用电器和音像器材类增长13.6%，家具类增长23.1%，通讯器材类增长7.9%，建筑及装潢材料类增长9.9%，汽车类增长7.8%，石油及制品类增长17.1%。

#### 对外贸易
2017年全年进出口总额536.4亿美元，比上年增长20.8%。其中，出口304.8亿美元，增长7.2%；进口231.6亿美元，增长45%。从出口经营主体看，生产型企业出口增长8.8%，贸易型企业出口下降8.5%。从出口商品看，机电产品、高新技术产品出口分别增长10.1%和27.1%。
| 指 标              | 绝对数（亿美元） | 比上年增长（%） |
| 出口额             | 304.8            | 7.2             |
| 其中：机电产品     | 169.4            | 10.1            |
| 其中：高新技术产品 | 75.4             | 27.1            |
| 其中：一般贸易     | 213.7            | 4.9             |
| 加工贸易           | 83.9             | 16.7            |
| 其中：对亚洲       | 132.6            | 8.4             |
| 对欧洲             | 59.7             | 3.4             |
| 对北美洲           | 61.8             | 5.9             |
| 对非洲             | 17.6             | 2.3             |
| 对拉丁美洲         | 26.4             | 13.4            |
| 对大洋洲           | 6.7              | 20.3            |

#### 自贸区
2020年9月21日，中国（安徽）自由贸易试验区方案正式发布。

## 交通

### 铁路

#### 国有铁路

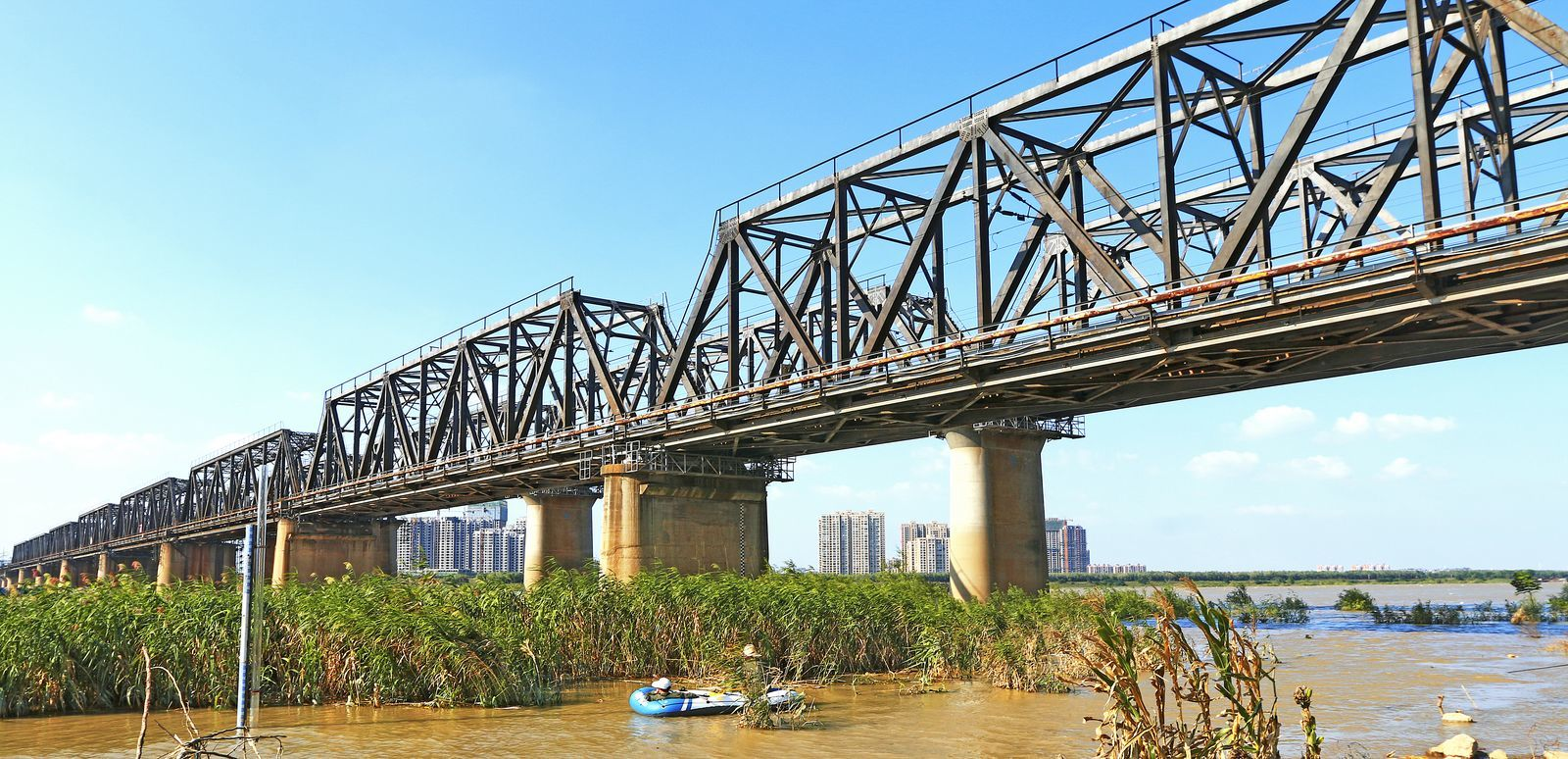
京沪铁路蚌埠淮河铁路大桥

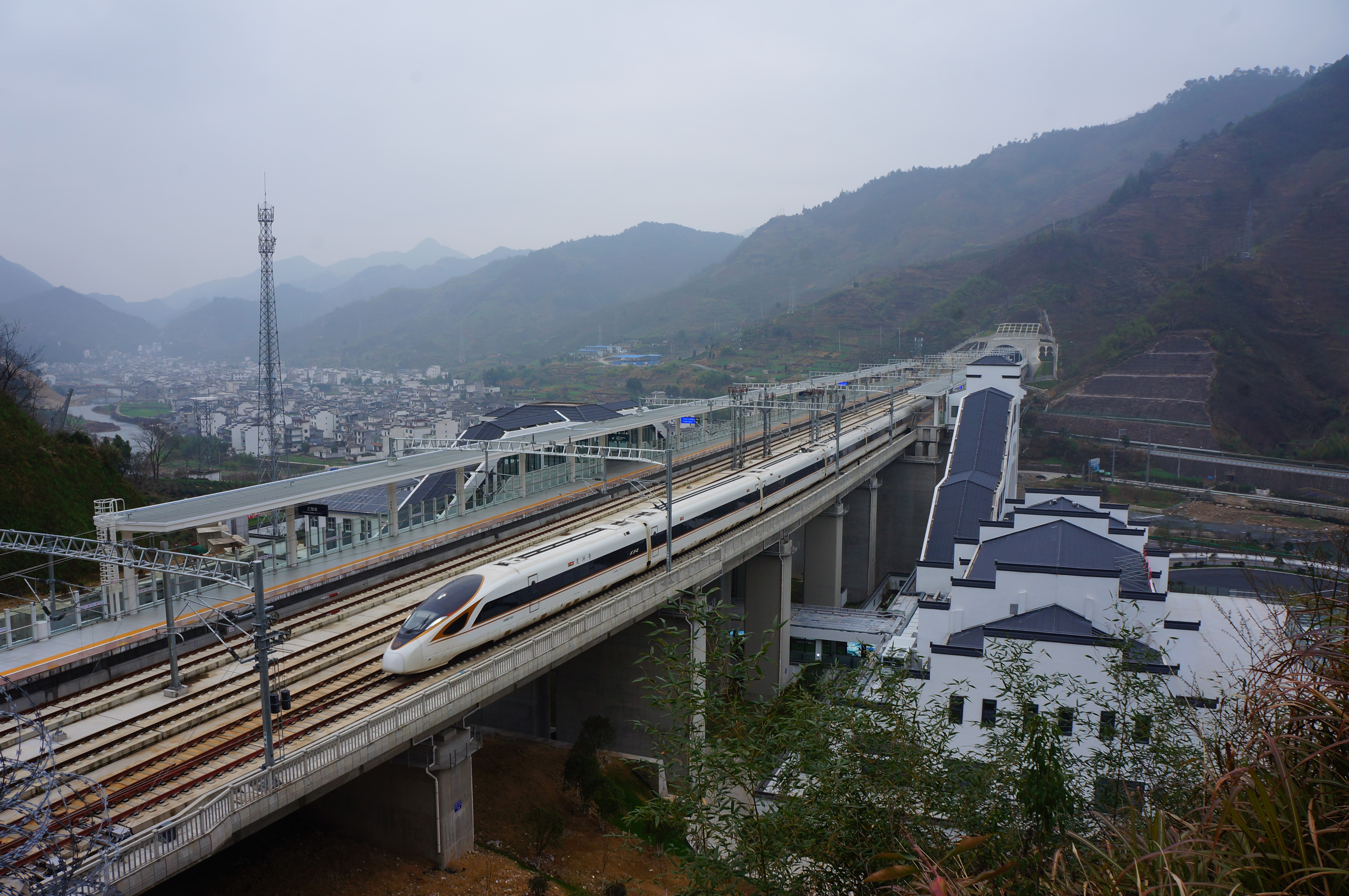
列车通过杭黄客运专线三阳站

目前安徽省内主要的铁路线有京沪线、陇海线、京九线、青阜线、阜淮线、淮南线、宣杭线、皖赣线、宁西线、沪蓉线等。
高速铁路方面有京沪高速铁路、宁安客运专线、合蚌客运专线、杭黄客运专线、合杭高速铁路，以及建设中的六安景铁路、昌景黄铁路、池黄高速铁路、北沿江高速铁路等。
安徽省有阜阳站、蚌埠站、蚌埠南站、合肥站、合肥南站、芜湖站等多个一等客运站和阜阳北站、蚌埠东站 、芜湖东站、淮南西站四个货运一等站。二等客运站有淮南站、宿州站、滁州站、淮北站、馬鞍山站、铜陵站、亳州站、黄山站、砀山站、水家湖站、合肥西站、绩溪县站、淮南东站等。

#### 城市轨道交通
目前安徽省有多个城市有城市轨道交通规划、在建或运营。
合肥轨道交通目前运营线路为1号线、2号线、3号线、4号线、5号线和8号线，运营线路总长231.79千米，全线共设171座站点。在建的3号线馆驿站、4号线紫云湖站、6号线一期、7号线一期、S1号线将于2025年后陆续开通运营。
芜湖轨道交通1号线和2号线已运营。另有3条城区轨道交通线路和三条市域轨道交通线路在规划中。
滁宁城际铁路（南京地铁S4号线）已运营。滁州市同时也规划了城市轨道交通系统。
此外、淮南市、马鞍山市、铜陵市、黄山市、阜阳市、安庆市和池州市等均有城市轨道交通规划。

### 公路

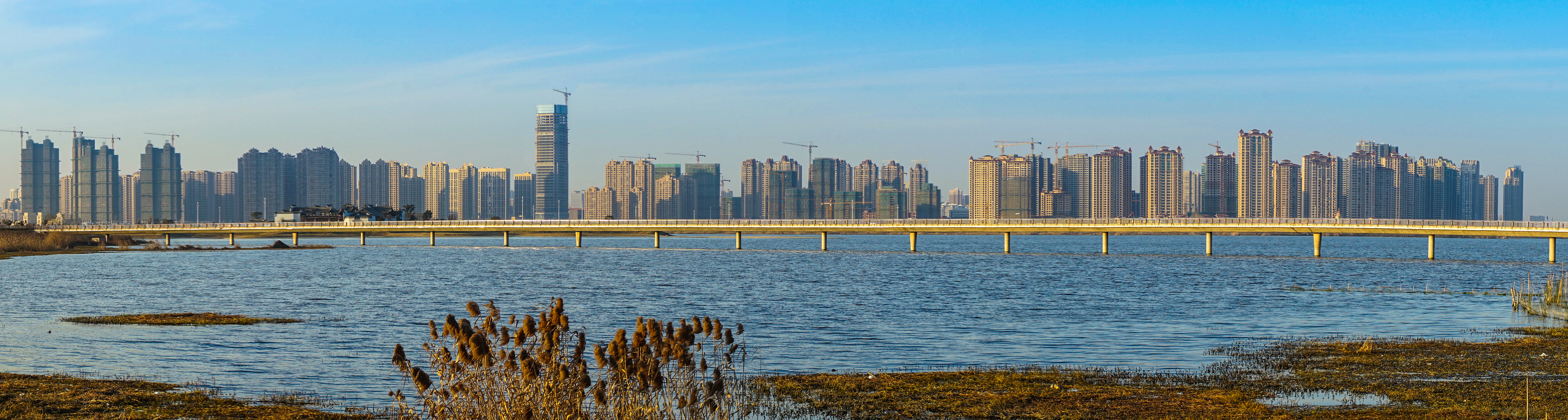
原206国道蚌埠段

安徽省的公路密度位于中国的前列。地市级汽车客运站共14个，县级汽车客运站65个，货运站20个。

主要的高速公路有京台高速公路的合徐高速、合宁高速、合安高速、庐铜高速、铜汤高速、汤屯高速；长深高速公路的宁淮高速安徽段；济广高速公路的亳阜高速、安景高速；连霍高速公路安徽段；宁洛高速公路的蚌明高速、界阜蚌高速；沪陕高速公路的合宁高速、合六叶高速；沪蓉高速公路的合宁高速、合徐高速、合六叶高速；沪渝高速公路的广祠高速、宣广高速、芜宣高速、沿江高速、高界高速；杭瑞高速公路的徽杭高速；宁芜高速公路的宁马高速、马芜高速；合安高速公路；芜合高速公路的芜宣高速合巢芜高速；以及合肥绕城高速公路。

### 水运
安徽省大部分地处淮河流域和长江流域，水运条件优越。

#### 航道
截至2016年底，安徽省全省内河航道总里程6613公里，通航里程5729公里，航道枢纽97处，其中具备通航功能的49处。
根据《安徽省水运建设规划（2017-2021年）》，安徽省境内现存或规划有一级航道一条（长江干流）、二级航道三条（淮河干流、合裕线、江淮运河）及多条三、四、五级航道。

#### 港口
全省共有16个港口：
包括安庆港（长江主航道）、芜湖港（长江主航道、芜申运河、青弋江等）、马鞍山港（长江主航道、姑溪河等）、合肥港（合裕航道、江淮运河等）、蚌埠港（淮河主航道）五个主要港口；
池州港（长江主航道、秋浦河等）、铜陵港（长江主航道）、滁州港（滁河、清流河等）、淮南港（淮河主航道、窑河等）、六安港（淠河）、阜阳港（沙颍河）、亳州港（涡河）七个重要港口；
宿州港、淮北港、宣城港、黄山港四个一般港口。

### 航空
合肥新桥国际机场、黄山屯溪國際机场、芜湖宣州机场、安庆天柱山机场、阜阳西关机场、池州九华山机场等为安徽省的主要民用机场。
同时建设与规划中还有蚌埠滕湖机场、宿州机场、亳州机场。

## 文化

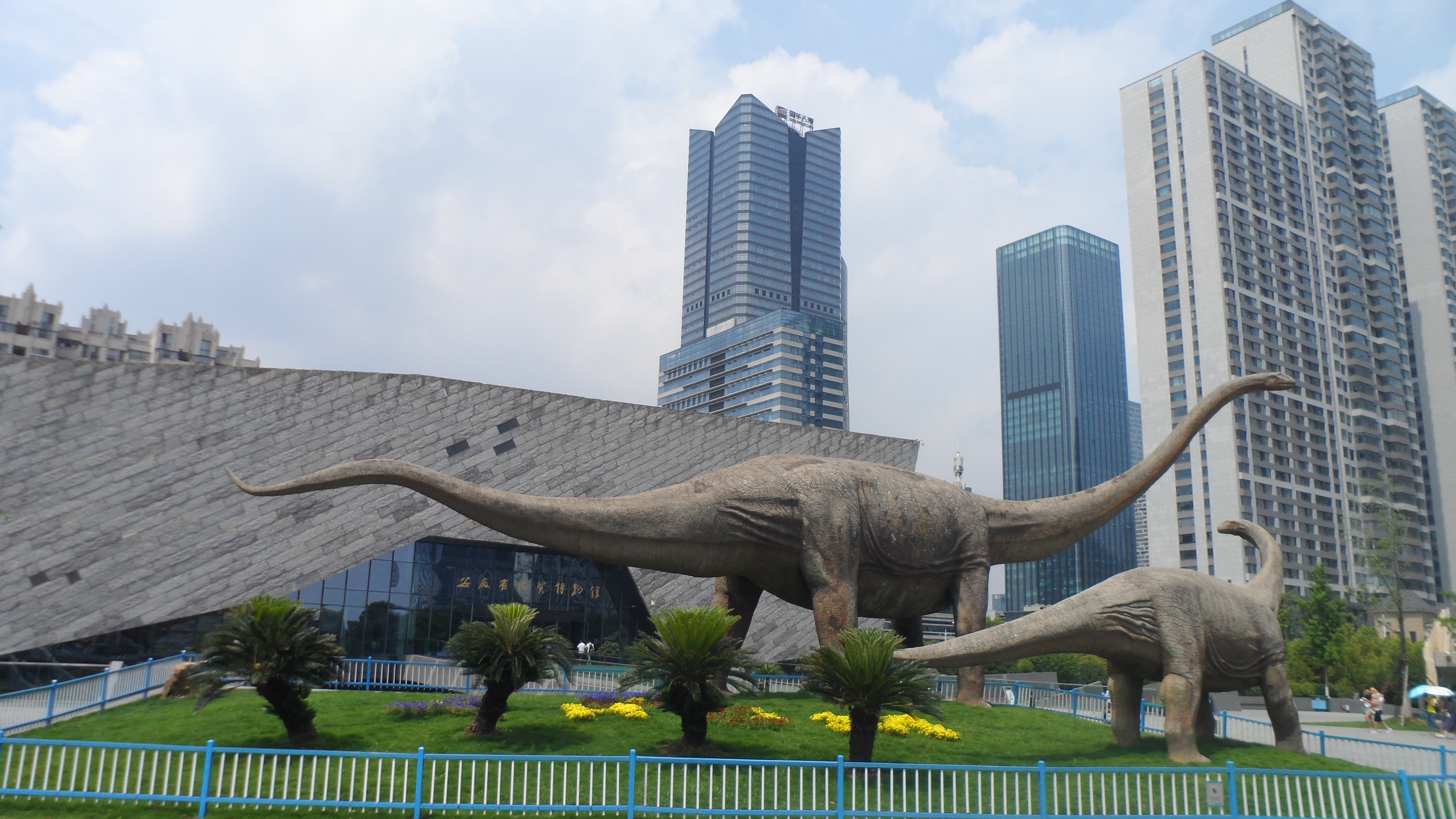
安徽省地质博物馆

安徽自古以来是文化发达之地，并经历文化重心从汉唐以前的皖北地区到唐宋以后的皖中南地区的转移。

### 地域文化
安徽在地域文化上有“吴头楚尾”之说。
- 黄山山脉以南的原徽州地区属于徽文化圈。徽州人口虽只占安徽省相当少一部分，但是当地的徽文化是安徽省最具代表性和特色的地域文化;
- 安庆、池州、芜湖、铜陵、马鞍山沿江五市的市区属于皖江文化带;
- 阜阳、亳州、淮北、宿州、蚌埠、淮南组成淮河文化圈，属中原文化地区;
- 合肥、滁州（西部和北部）、六安为具有过渡特征的庐州文化圈；
- 宣城（不含绩溪县）等皖南东部地区属于宣州吴文化圈;
- 滁州东南部，天长等地属于淮扬文化圈；
- 安庆西南部和池州东至县南部属于赣文化圈。

安徽文化上的较大差异是安徽省内人口对“安徽人”认同感低的一个重要原因。

### 方言与民系
安徽省主要的方言分别是江淮官话、吴语、徽语、中原官话和赣语。安徽地跨淮河、长江、新安江三大流域，文化南北差异巨大。省内的汉语方言分部与使用状况与江苏、浙江、江西等周边省份内部多元的方言状况类似，因此，并不存在某种单一体系的安徽方言或所谓“安徽话”。尤其是位于长江以南的皖南地区，由于自身复杂的地理因素以及历史上多层次的移民冲击，是中国东南地区方言状况最为多元、最为复杂的地区之一。

除了皖南山区遍布的客籍方言岛之外，在安徽省内自北向南主要并存着中原官话、江淮官话、赣语、吴语、徽语等五大汉语方言体系，亦因方言与文化习俗之别而对应着中原、江淮、赣府、吴越四大汉族民系族群。

### 城市
根据《国务院关于调整城市规模划分标准的通知》，安徽省有I型大城市1座，II型大城市1座。
安徽省的城市布局大致为“两圈两带一群”，“两圈”为合肥都市圈和芜马都市圈，“两带”为沿江（皖江）城市带和淮蚌合芜宣发展带（轴），“一群”为皖北城市群。重点推进合肥都市圈一体化、芜马宣一体化和安池铜一体化，鼓励促进蚌淮（南）城市组群、宿淮（北）城市组群和阜阳都市区的发展。
规划2030年城镇人口规模500万以上的城市1个（合肥），300-500万的城市1个（芜湖），200-300万的城市4个（蚌埠、淮南、阜阳、马鞍山），100-200万的城市6个（安庆、淮北、滁州、六安、亳州、铜陵、宣城），50-100万的城市3个（黄山、池州、巢湖），20-50万的城市5个（界首、天长、明光、桐城、 宁国）；城镇人口规模20-50万的县城50个，10-20万的县城7个，5-10万的县城6个；城镇人口规模大于5万的镇25个。
规划有2座区域性特大城市（合肥、芜湖），4座区域性中心城市（蚌埠、阜阳、安庆、黄山），10座地区性中心城市（马鞍山、铜陵、宣城、六安、池州、滁州、淮南、淮北、宿州、亳州）；一类县（市）域性中心49个，二类县（市）域性中心13个；中心镇200个。

### 传统戏剧/民歌

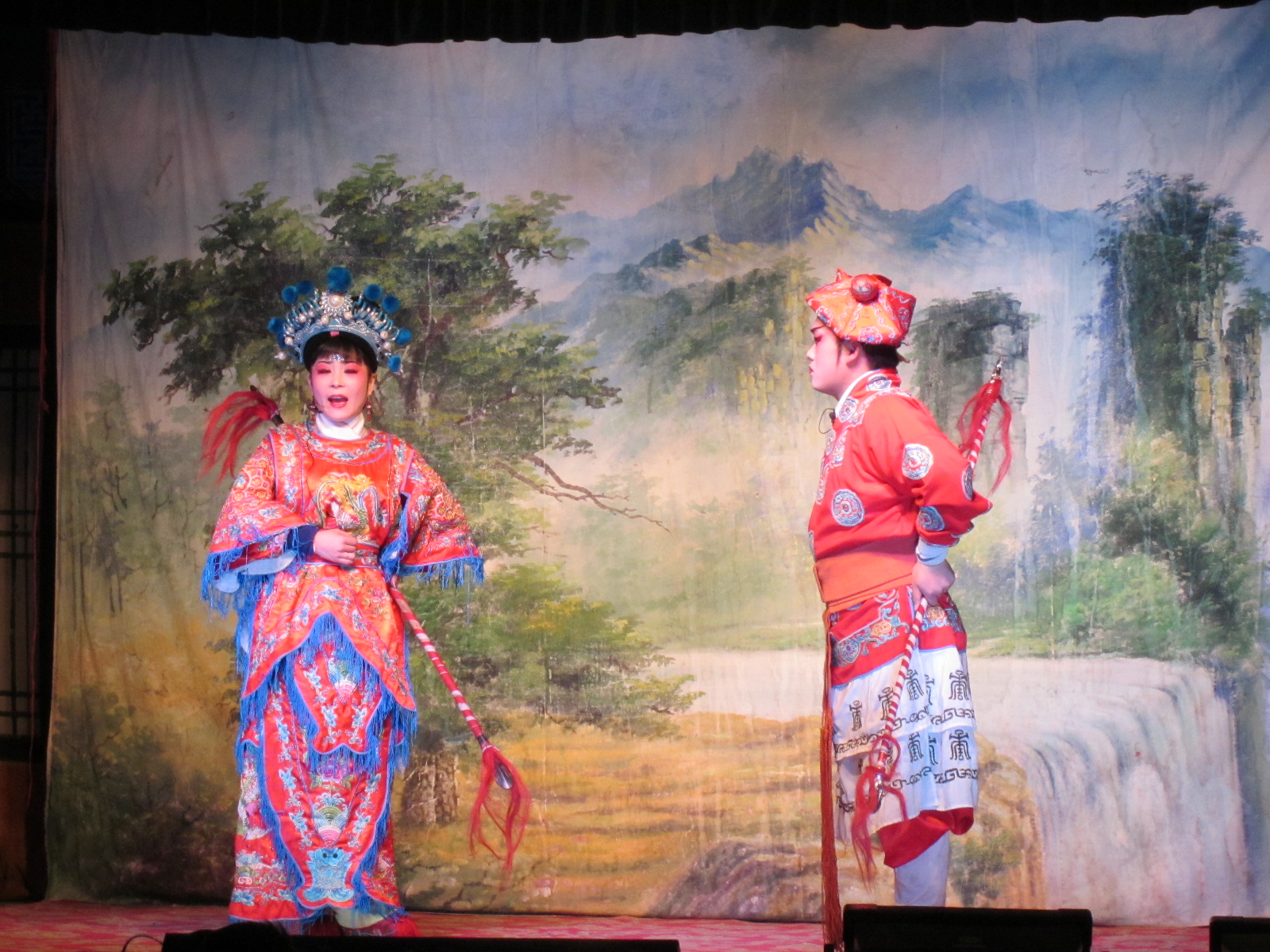
安徽花鼓戲

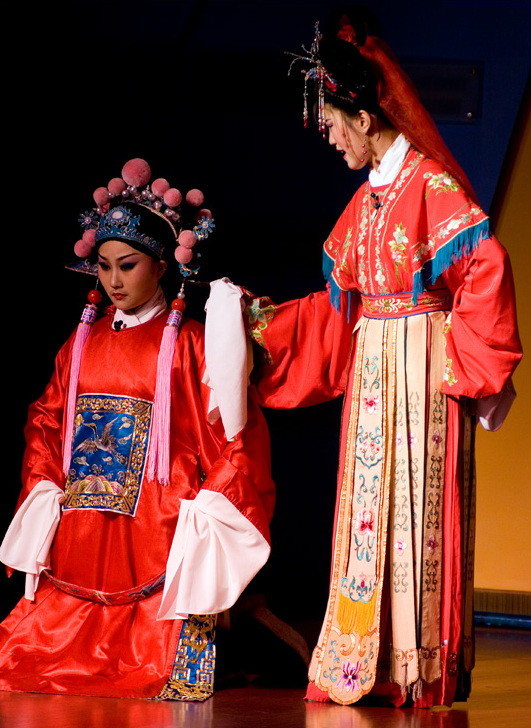
黄梅戏

安徽戏曲艺术传统深厚，戏曲剧种现存20余个，主要的传统戏剧有徽剧、黄梅戏、庐剧、凤阳花鼓戏、泗州戏、亳州梆剧、阜南嗨子戏、贵池傩戏、青阳腔、岳西高腔、安徽目连戏、安徽戏、安徽端公戏、沙河调、泗洲戏、坠子戏、含弓戏、芜湖梨簧戏、文南词、皖南花鼓戏、淮北花鼓戏，世界名曲茉莉花起源于安徽省境内的天长市。

### 饮食
由于地域文化的差别，安徽菜系众多，各地风味差别很大。安徽风味包括皖南、沿江、沿淮之地的菜点特色。
- 徽菜是中国八大菜系之一，主要流行于旧徽州府及毗邻的浙西、赣东北地区。徽菜讲究火功，芡大油重，朴素实惠，保持原汁原味。不少菜肴都是取用木炭小火炖、煨而成，汤清味醇，原锅上席，香气四溢。以善于烹制山珍海味而闻名，其代表菜有：“清炖马蹄”、“黄山炖鸽”、“腌鲜鳜鱼”、“火腿炖甲鱼”、“红烧果子狸”、“石耳炖鸡”、“方腊鱼”、“徽州桃脂烧肉”、“问政山笋”等。
- 沿江风味，以芜湖、安庆地区为代表，主要流行于沿江，以后也传到合肥地区。沿江风味以烹调河鲜、家禽见长，讲究刀工，注意形色，善于用糖调味，擅长红烧、清蒸和烟熏技艺，其菜肴具有酥嫩、鲜醇、清爽、浓香的特色。“菜花甲鱼菊花蟹，刀鱼过后鲥鱼来，春笋蚕豆荷花藕，八月桂花鹅鸭肥”，鲜明地体现了沿江人民的食俗情趣。代表菜有“清香炒悟鸡”、“生熏仔鸡”、“八大锤”、“毛峰熏鲥鱼”、“火烘鱼”、“蟹黄虾盅”、“无为板鸭”、“李鸿章杂烩”等。

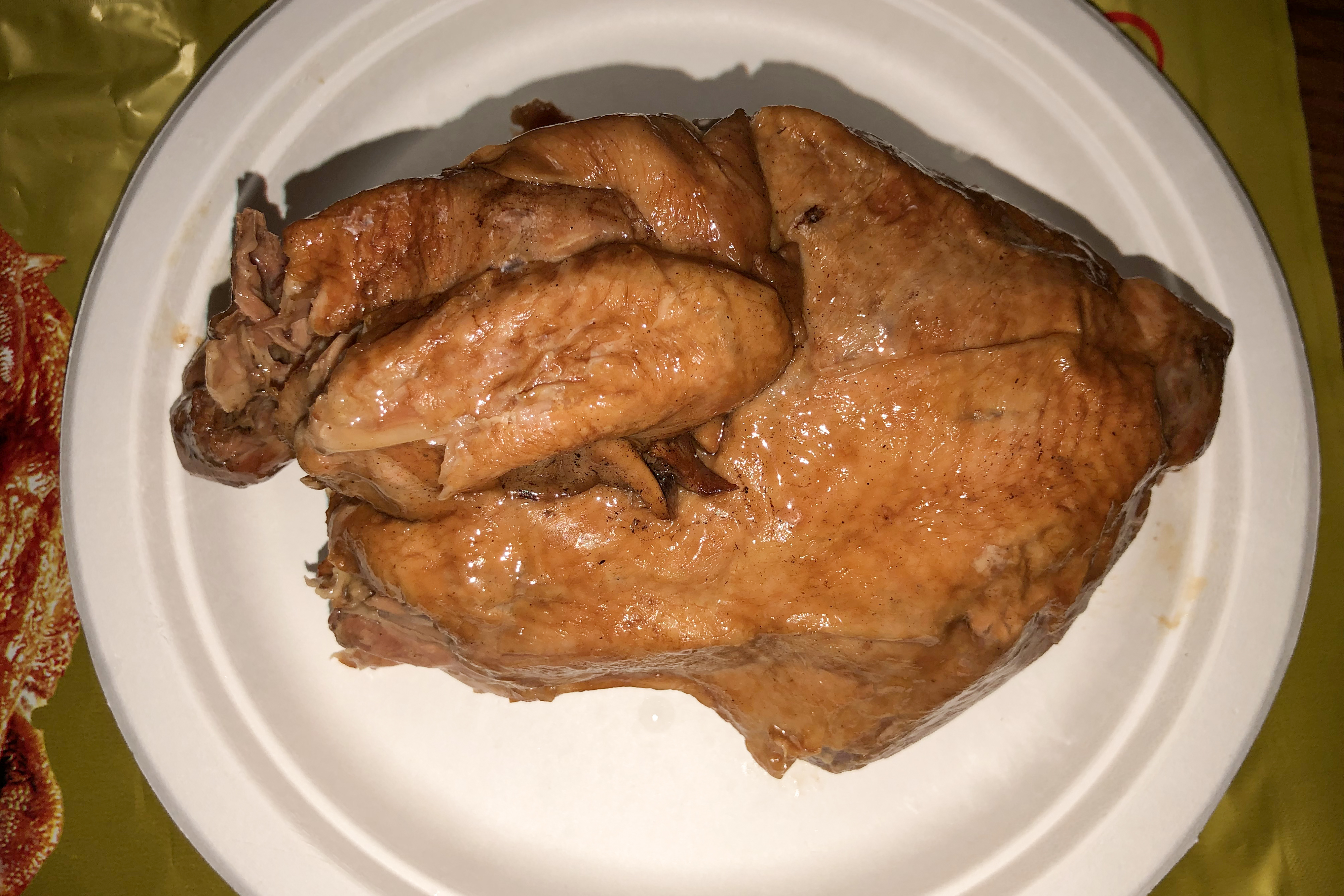
符离集烧鸡

- 符离集烧鸡沿淮风味，以蚌埠、宿县、阜阳等地为代表，主要流行于安徽北部。沿淮风味有质朴、酥脆，咸鲜、爽口的特色。菜品讲究咸中带辣，汤汁味重色浓，并贯用香菜佐味和配色。在烹调上长于烧、炸、馏等技法，善用芫荽、辣椒配色佐味。代表菜有：“符离集烧鸡”、“奶汁肥王鱼”、“香炸琵琶虾”，“鱼咬羊”、“老蚌怀珠”、“朱洪武豆腐”、“焦炸羊肉”等。
- 小吃名点有：顶市酥、歙县豆腐脑髓、石头馃、徽州状元饭、徽州毛豆腐、蟹壳黄、合肥四大名点（麻饼、烘糕、寸金、三河米饺、白切片）、耿福兴酥烧饼、芜湖小笼包、马厂酥笏牌、大救驾、八公山豆腐、安庆雪花贡糕、无为送灶粑粑、五城茶干 、一品玉带糕、油炸臭豆腐、固镇油茶、淮南牛肉汤、庐州汤包店鸭油汤包、江淮酒家鸭油烧饼等。
- 安徽是茶叶生产和消费大省，该省南部山区与西部大别山区出产众多知名茶叶，例如黄山毛峰、六安瓜片、祁门红茶、太平猴魁、霍山黄芽、屯溪绿茶、舒城小兰花，等等。

## 宗教
安徽宗教
根據2007年和2009年進行的調查，安徽有4.64％的人口有祖先崇拜，5.3％的人口是基督徒。根據2010年的一項調查，穆斯林占安徽人口的0.58％。報告沒有提供其他宗教的統計數字；89.48％的人口無宗教或信奉中國民間宗教，佛教，儒教和道教。

#### 道教
位于休宁县的齐云山是中国道教四大名山之一。

#### 佛教
位于青阳县的九华山是中国佛教四大名山之一，山上寺庙林立，为地藏菩萨道场。

### 亚伯拉罕诸教
基督新教
1950年代，安徽省新教有20多个教派，信徒共5万人。其中中华内地会17000多人，集中在阜阳一带；长老会信徒15000人，中心在怀远、宿縣（宿州）和寿县；其他人数在1000人以上的教派还有圣公会、基督会、美南浸信会和基督复临安息日会。芜湖曾是多个教派的公共宣教区。“文革”以后的1987年，安徽省的基督新教信徒猛增到45万人。现在安徽的新教基督徒人数大约有200万。北部的淮河流域分布最为集中。并且在省会合肥开办了2年制的安徽神学院。安徽神学院创办于1986年，位址设于合肥市濉溪路8号，初设2年制专科（实际是中专）神学班，招收2届学生之后停办。之后有一年制义工培训班开设若干年。
天主教
安徽省的公教基督徒（天主教信徒）变化不大，人数仍然保持在6万人的规模。主要分布在北部原来的蚌埠教区。
伊斯兰教
信徒为本省的回族，主要分布在北部淮河流域。

## 旅游

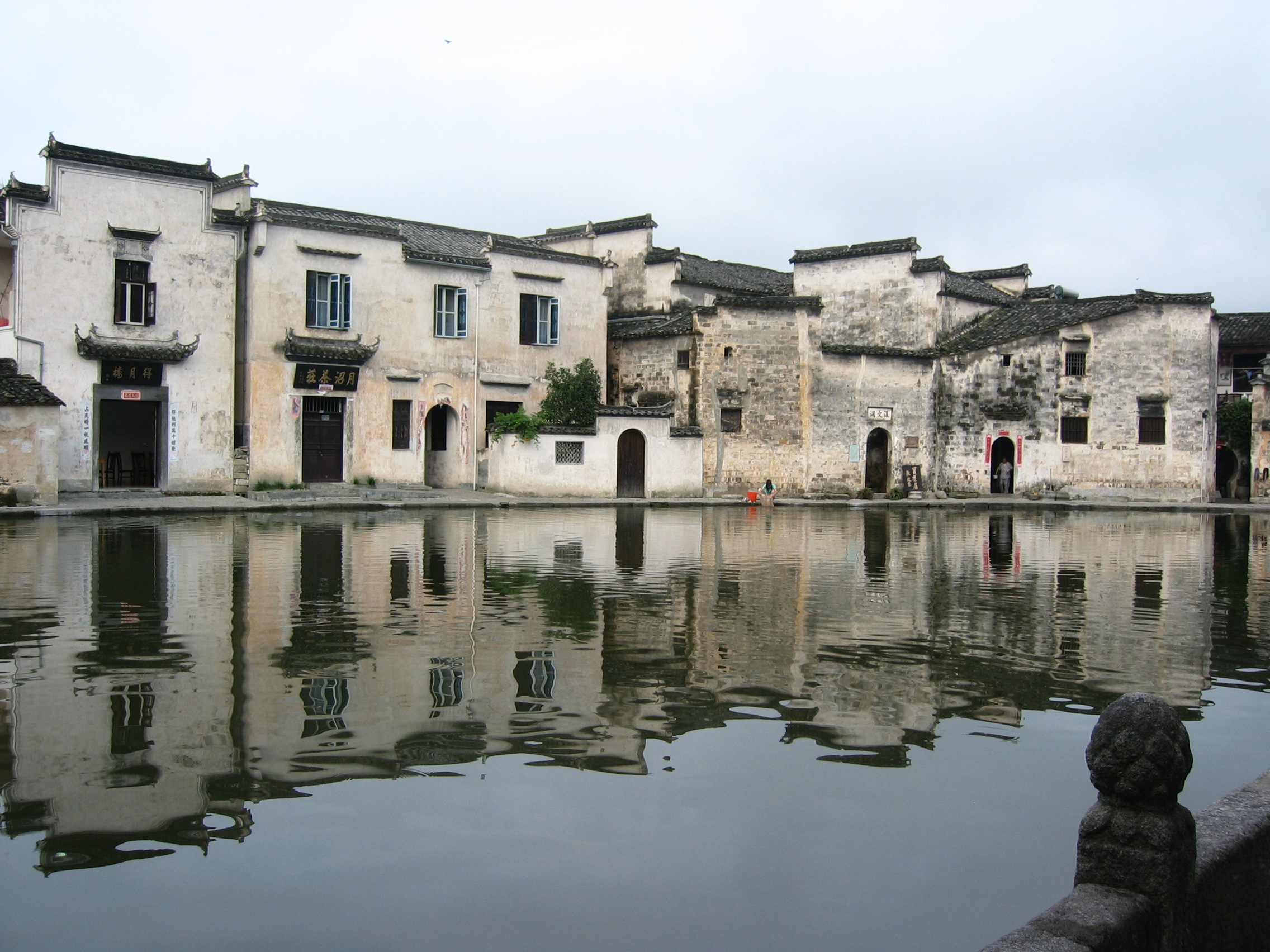
黟县宏村

全省共有2处世界遗产、10处国家重点风景名胜区、5座国家历史文化名城、9座省级历史文化名城、4座中国历史文化名村、56处全国重点文物保护单位、451处省级文物保护单位。
- 世界遗产：黄山、皖南古村落：西递和宏村
- 国家重点风景名胜区：黄山、九华山、天柱山、琅琊山、齐云山、采石、巢湖、花山谜窟、太极洞、花亭湖
- 国家历史文化名城：歙县、寿县、亳州、安庆、绩溪
- 省级历史文化名城：桐城、黟县、凤阳、潜山、涡阳、蒙城、宣州、和县、贵池
- 中国历史文化名村：黟县西递镇西递村、黟县宏村镇宏村、歙县徽城镇渔梁村、旌德县白地镇江村

## 教育

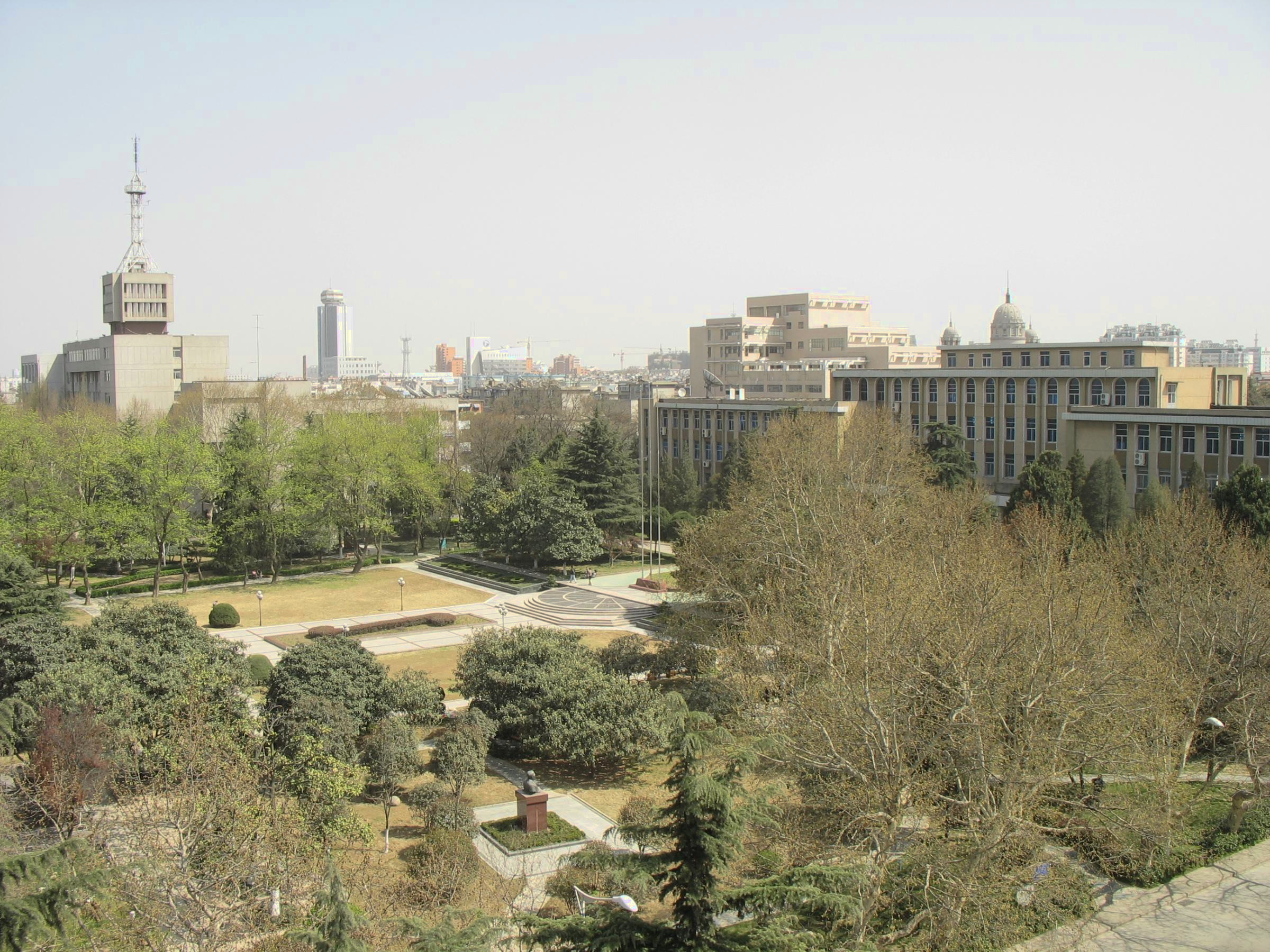
中国科学技术大学

2010年末全省共有研究生培养单位18个，在学研究生38991人。普通高校100所，在校生93.9万人，高等教育毛入学率24.3%，比上年上升2个百分点。各类中等职业教育(不含技工学校)在校生87.3万人。普通高中743所，在校生127.6万人，高中阶段毛入学率80%，比上年上升5.8个百分点。普通初中2995所，在校生279万人，初中阶段适龄人口入学率99.22%。小学13997所，在校生460.4万人，小学学龄儿童入学率99.93%。各级各类成人学校毕业生39.8万人。全面实施免费义务教育，受益学生739.5万人。安徽教育发达，省会合肥市是全国四大科教城市之一，安徽还是国家科技创新试点省，拥有中国科学技术大学、安徽大学、合肥工业大学、安徽师范大学等国家重点大学以及诸多科研机构。

## 政治
| 机构     | · 中国共产党 · 安徽省委员会 | 安徽省人民代表大会 常务委员会 | 安徽省人民政府       | · 中国人民政治协商会议 · 安徽省委员会 |
| 职务     | 书记                        | 主任                          | 省长                 | 主席                                  |
| -------- | --------------------------- | ----------------------------- | -------------------- | ------------------------------------- |
| 姓名     | 梁言順                      | 韩俊                          | 王清宪               | 唐良智                                |
| 民族     | 汉族                        | 汉族                          | 汉族                 | 汉族                                  |
| 籍贯     | 山东省泰安市                | 山东省高青县                  | 河北省邯郸市         | 湖北省洪湖市                          |
| 出生日期 | 1962年12月（62歲）          | 1963年12月（61歲）            | 1963年7月（61—62歲） | 1960年6月（65歲）                     |
| 就任日期 | 2024年6月                   | 2024年1月                     | 2021年2月            | 2022年1月                             |

## 国际友好省份
安徽省目前共有21个友好省州、友好省区、友好省县、友好省际，分布情形为亚洲6个，非洲2个，美洲3个，欧洲10个和大洋洲1个：
- 美国马里兰州 1980年6月10日
- 德国下萨克森州 1984年9月8日
- 法國弗朗什孔泰大区 1987年5月18日
- 日本高知县 1994年11月8日
- 波蘭下西里西亚省 1997年6月8日
- 葉門哈达拉毛省 1998年2月17日
- 北领地 2000年10月23日
- 南非林波波省 2000年10月31日
- 比利时瓦隆-布拉班特省 2002年5月9日
- 埃及代盖赫利耶省 2003年9月2日
- 菲律賓新怡诗夏省 2003年9月10日
- 瑞典西约塔兰省 2005年9月28日
- 阿根廷拉潘帕省 2006年6月20日
- 捷克乌斯季州 2010年7月19日
- 俄羅斯下诺夫哥罗德州 2014年7月25日
- 墨西哥尤卡坦州 2014年10月13日
- 大韓民國江原道 2015年9月14日
- 匈牙利索尔诺克州 2017年6月12日
- 白俄羅斯布列斯特州 2017年9月13日
- 英国德比郡 2017年11月9日
- 土耳其安塔利亚省 2018年10月23日
- 马来西亚槟城州 2023年1月20日 . 2023-01-20.

### 引用
1. ↑  . ah.people.com.cn.   [2023-10-18].
2. 1 2  趙日新. . 方言. 2008,. 2008 (4) （中文）.
3. ↑  .   [2023-01-16]. （原始内容存档于2023-01-17）.
4. ↑  . Ah.sina.com.cn.   [2017-07-05]. （原始内容存档于2021-02-16）.
5. ↑  中国广播网. . 新华网. 2012-04-10  [2013-10-17]. （原始内容存档于2013-11-14）.
6. ↑  侯杨方. . 历史地理 (上海市: 上海人民出版社). 2008, (2008年第1期): 88–92. （原始内容存档于2021-03-03） （简体中文）. 三、“安庆省”的名称来源及“分省”问题……从安徽巡抚的坐名敕谕可知，“安徽巡抚”并非正式的官职名称，巡抚在敕谕中实际上是动词，取其辖区排名第一、第二的两个地方的首字通称为“安徽巡抚，其辖区因此也通称为“安徽”。由于安徽巡抚并非正式的官称，在清朝的正式官方文件中也以其驻地称之为“安庆巡抚”。
7. ↑  . 中国安徽.   [2019-03-04]. （原始内容存档于2016-06-06） （中文（中国大陆））.
8. ↑  . 新华网. 2020-03-03  [2020-07-20]. （原始内容存档于2020-11-01）.
9. ↑  . 安徽市场报. 2008-05-28  [2020-07-20]. （原始内容存档于2021-02-21） –新浪.
10. ↑  . 南京日报. 2014-08-21  [2020-07-20]. （原始内容存档于2021-02-16） –中新网.
11. ↑  . 北京日报. 2017-02-06  [2020-07-20]. （原始内容存档于2021-01-14） –新华网.
12. 1 2 3  . 中安在线. 2019-12-20  [2020-07-20]. （原始内容存档于2021-02-16）.
13. ↑  . 安徽网. 2015-11-21  [2020-07-20]. （原始内容存档于2020-12-19） –中新网.
14. ↑  . 国图空间. 中国国家图书馆. 2011-09-20  [2020-07-20]. （原始内容存档于2020-12-14）.
15. ↑  . 宣城市人民政府. 2019-05-05  [2020-07-20]. （原始内容存档于2021-02-23）.
16. ↑  . 中安在线. 2016-08-10  [2020-07-20]. （原始内容存档于2021-02-16）.
17. ↑  . 中共蚌埠市委党史和地方志研究室. 2019-06-29  [2020-07-20]. （原始内容存档于2020-08-24）.
18. ↑  . 中安在线. 2012-08-28  [2020-07-20]. （原始内容存档于2021-02-20） –新浪.
19. 1 2 3  徐贵亮.  第4版. 北京: 中国地图出版社. 2004年6月. ISBN 978-7-5031-3454-8 （中文（中国大陆））.
20. ↑  《元史》卷9
21. ↑  . 中国社会科学网.   [2020-03-31]. （原始内容存档于2021-03-11）.
22. ↑  曹树基，《大饑荒：1959－1961年的中国人口》，香港时代国际出版有限公司，2005年版
23. ↑  . 已忽略未知参数|archive–date= (帮助); 已忽略未知参数|access–date= (帮助); 已忽略未知参数|dead–url= (帮助); 已忽略未知参数|archive–url= (帮助)
24. ↑  . Ahage.net. 2008–06–13  [2017–08–14]. （原始内容存档于2015-07-06）. 已忽略未知参数|archive–date= (帮助); 已忽略未知参数|dead–url= (帮助); 已忽略未知参数|archive–url= (帮助);
25. 1 2  . 中国安徽.   [2019-03-04]. （原始内容存档于2018-09-09） （中文（中国大陆））.
26. ↑  安徽省气候中心. .   [2018-04-23]. （原始内容存档于2018-04-23）.
27. ↑  中国政府网、中华人民共和国水利部. .   [2018-01-22]. （原始内容存档于2018-01-22）.
28. ↑  . 中华人民共和国民政部.   [2023-09-22]. （原始内容存档于2023-09-22）.
29. ↑  . 中华人民共和国民政部.   [2020-03-04]. （原始内容存档于2015-04-02）.
30. ↑  . 安徽省统计局.   [2021-09-22]. （原始内容存档于2021-05-18）.
31. ↑  中华人民共和国民政部. . 中国统计出版社. August 2014. ISBN 978-7-5037-7130-9.
32. ↑  . 安徽省统计局.   [2022-12-27]. （原始内容存档于2022-10-18）.
33. ↑  . ah.people.com.cn.   [2023-10-18].
34. ↑  . Anhuinews.com. 2013-12-31  [2017-07-05]. （原始内容存档于2017-10-24）.
35. 1 2 3 4 5 6 7 8  . 安徽省统计局  国家统计局安徽调查总队. 2018-03-08  [2018-04-05]. （原始内容存档于2021-03-11） （中文（中国大陆））.
36. ↑  安徽省环境保护局. . 生态安徽网. 2008-08-15  [2011-08-17]. （原始内容存档于2012-07-29） （中文（中国大陆））.
37. ↑  中国地图出版社 安徽省教育科学研究所.  第4版. 北京: 中国地图出版社. 2006年12月. ISBN 978-7-5031-4340-3 （中文（中国大陆））.
38. ↑  . 国务院. 2020-09-21  [2020-09-21]. （原始内容存档于2020-09-21）.
39. 1 2 3 4  .   [2011-02-11]. （原始内容存档于2011-01-29）.
40. ↑  . 2010-12-31  [2011-02-11]. （原始内容存档于2011-07-12）.
41. ↑  安徽省政府 信息公开 合肥城市轨道交通近期规划 http://xxgk.ah.gov.cn/userdata/UploadFile/file/20150417/20150417154994639463.pdf （页面存档备份，存于）
42. ↑  . 安徽网. 2017-07-27  [2018-04-06]. （原始内容存档于2018-04-07）.
43. ↑  . 芜湖新闻网.   [2021-08-26]. （原始内容存档于2021-09-04）.
44. ↑  趙日新. . 方言. 2008,. 2008 (4) （中文）.
45. ↑  中国东南方言最为复杂的四大地区：浙南、皖南、湘南、粤北。参考曹志耘《南部吴语语音研究》，第292页，“专家评审意见”（郑张尚芳）。
46. ↑  中华人民共和国国务院. . 2014-10-29  [2018-04-05]. （原始内容存档于2015-01-01）.
47. ↑  . 安徽省住房和城乡建设厅.   [2018-04-05]. （原始内容存档于2018-04-06）.
48. 1 2 3  China General Social Survey 2009, Chinese Spiritual Life Survey (CSLS) 2007. Report by: Xiuhua Wang (2015, p. 15) （页面存档备份，存于）
49. 1 2  Min Junqing. The Present Situation and Characteristics of Contemporary Islam in China. JISMOR, 8. 2010 Islam by province, page 29 （页面存档备份，存于）. Data from: Yang Zongde, Study on Current Muslim Population in China, Jinan Muslim, 2, 2010.
50. ↑  . 安徽新闻网-安徽日报. 2024-06-29. （原始内容存档于2024-06-29）.
51. ↑  . 中国经济网.   [2023-04-03]. （原始内容存档于2023-03-15）.
52. ↑  . 人民网地方领导资料库.   [2021-09-30]. （原始内容存档于2022-05-20）.
53. ↑  . 人民网地方领导资料库.   [2022-04-30]. （原始内容存档于2022-06-18）.
54. ↑  . 安徽省人民政府外事办公室. 2019-01-03  [2019-01-04]. （原始内容存档于2019-05-02）.